# Murder Rooms
Murder Rooms: The Dark Beginnings of Sherlock Holmes  is een BBC-televisieserie die in 2000 begon. De serie is gebaseerd op de verhalen van Sir Arthur Conan Doyle waarin de figuur van Sherlock Holmes met Dr. Watson allerlei mysterieuze zaken meemaakt. In de televisieserie is het Conan Doyle zelf die met zijn mentor aan de Universiteit van Edinburgh Dr Joseph Bell, zo nu en dan misdaden oplost voor de politie van Edinburgh.
In de serie speelt Ian Richardson (1934-2007) Dr Bell en Robin Laing is Arthur Conan Doyle. Later speelde Charles Edwards de rol van Doyle. De opnamen werden gemaakt in Schotland.
Er zijn ook drie boeken gebaseerd op de serie uitgebracht, geschreven door David Pirie: The Patient's Eyes (2001), The Night Calls (2003) and The Dark Water (2004).

## Afleveringen
- Dr Bell and Mr Doyle - The Dark Beginnings Of Sherlock Holmes (4 januari 2000)
- Murder Rooms - The Patient's Eyes (4 september 2001)
- Murder Rooms - The Photographer's Chair (18 september 2001)
- Murder Rooms - The Kingdom Of Bones (25 september 2001)
- Murder Rooms - The White Knight Stratagem (2 oktober 2001)